# Sandaré
Sandaré est une ville et une commune rurale malienne, située dans le pays de la Kaarta, chef-lieu du cercle de Sandaré, dans la région de Nioro du Sahel. La ville de Sandaré compte 34 281 habitants. En 2024, c'est la 5e ville la plus peuplée de la Kaarta.[réf. nécessaire]

## Géographie

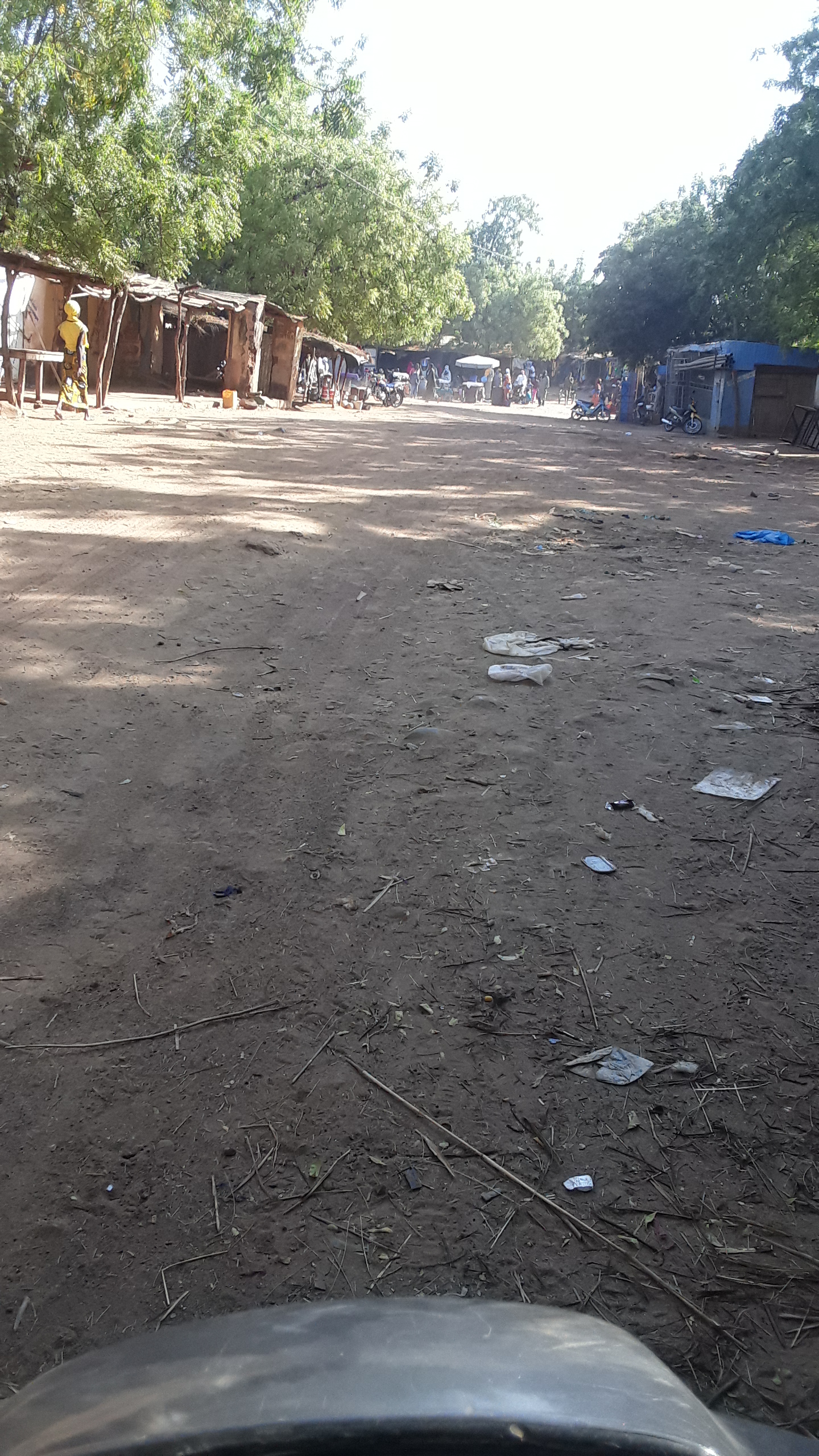
Sandaré

La localité de Sandaré est située à 140 kilomètres de Kayes sur la route nationale 1 (RN 1). La commune est limitrophe de neuf communes de Sandaré.
| Fanga   | Kirané Kaniaga, Diaye Coura | Gavinané |
| Soumpou | Sandaré                     | Simbi    |
| Tringa  | Diakon                      | Lakamané |

## Histoire
Sandaré et sa région se située en trois cantons : canton Bambara constitué de cinq villages, Diabédougou, Wassoulounkés et un village indépendant Dioka. En 1960, les cantons sont supprimés pour former l'arrondissement de Sandaré.
En 2010, la municipalité est gérée par une délégation spéciale. Depuis 2023, la commune est soustraite du cercle de Nioro du Sahel et la ville est érigée en chef-lieu du 4e cercle de la région de Nioro du Sahel.

## Population
La population communale est essentiellement constituée pour les 3/4 par les Bambaras auxquels s'ajoutent les Soninkés et les Peuls.

## Villages
La commune s'étend sur 22 localités relevées lors du recensement général de 2009.
Les villages les plus peuplés sont :
- Sandaré (4 118 habitants) ;
- Samantara (2 522 habitants) ;
- Diabé (2 061 habitants).

En 2023, la loi 2023-007 attribue à la commune 23 villages, fractions ou quartiers :
- Sandaré
- Samantara
- Makana
- Gounounguédou
- Wassamangatéré
- Koré
- Dembala
- Diabé
- Assatiemala
- Koronga
- Secourouni
- Seoundé
- Madina Thiankourourni
- Monzonbougou
- Kossoumalé
- Alahina Bangassi
- Sara Madina
- Dioka
- Sécoureba
- Diallara
- Seredji
- Djamel Sar-Sar
- Palali Bidadji

## Politique
À la suite des élections communales maliennes de 2009, Monzon Ali Coulibaly (Parena) a été élu maire de Sandaré. Un contentieux électoral ayant abouti à l’annulation des résultats du vote, le gouvernement a nommé lors du conseil des ministres du 10 mars 2010 une délégation spéciale, présidée par Bacari dit Samba Touré, sous-Préfet auprès de la Commune Rurale de Sandaré, chargé d'administrer la commune.
L'actuel maire de la commune de Sandare est Mahaty Konate. Élu en 2016 il succéda à Monzon Ali Coulibaly qui fut maire de 1996 à 2016. L'actuel sous-préfet est Mme Diassana Fatoumata Diarra nommée en 2017.

## Économie
L'activité principale à Sandaré est l'agriculture, le maraîchage et l'élevage. Les produits agricoles sont : l'arachide, le mil, le sorgho, le maïs. Le maraîchage donne l'oignon et la pomme de terre.